# Demetriu Radu
Demetriu Radu, magyarosan Radu Demeter (Tompaháza, 1861. október 26. – Bukarest, 1920. december 9.) bölcseleti és teológiai doktor, nagyváradi görögkatolikus püspök.

## Élete
Földmívelő szülők gyermeke. Tanulmányait Nagyszebenben és Balázsfalván végezte, ahonnét Ioan Vancea Rómába küldte, ahol bölcseleti és teológiai doktor lett és 1885. július 26-án szenteltetett fel. Előbb Balázsfalván az érseki irodában gyakornok volt, aztán Romániába küldték hittérítőnek, és a bukaresti Szent József-székesegyház román hitszónoka és teológiai tanár volt, ahol a magyar nyelvet is tanította. Később a szeminárium rektora és a bukaresti római katolikus egyházmegye ökonómusa lett.
1895-ben tért vissza Magyarországra, ahol esperes és gyulafehérvári szentszéki ülnök volt. 1896. november 22-én kinevezett, december 3-án megerősített, majd 1897. május 9-én Balázsfalván lugosi megyés püspökké szentelték, május 16-án foglalta el székét. 1903. május 12-én Nagyváradra helyezték át. 1918. december 1-jén a gyulafehérvári román nagygyűlésen kezdeményezte Erdély Romániához történő csatolását. 1919. május 10-én a bécsi Apostoli Nunciatúra őt nevezte ki a hajdúdorogi egyházmegye 46 parókiájának apostoli kormányzójává.
1920-ban ő kezdeményezte a Románia és a Szentszék közötti konkordátum-tárgyalásokat. A román szenátus ellen végrehajtott bombamerényletben halt meg.
A szebeni Enciclopedia Romanába cikkeket írt.

## Művei
- Diecesa Lugosului. Lugos, 1903
- Oratiunea prea sânţiei domnului Dr. D. R. Uo. 1903
- Epistoala pastorală... dată cu ocasiunea întronisării sale. Uo. 1903
- Epistola pastorală pentru inbulcul sântei uniri. Uo. 1903

Ezeken kívül kiadta több pásztorlevelét.